# 看護学
看護学（かんごがく、英語: nursing science, science of nursing）とは、看護の基礎となる学問体系であり、看護の専門知識・技術を使って健康の保持・増進、疾病予防を図り、人々がより良い質の高い生活を送れるように働きかけるための学問ならびに実践体系からなる。
「新生児から高齢者まで人間の発達段階にある全ての人や家族、地域、それぞれ固有の健康問題の理解やその援助、もしくは健康の維持、増進について研究する学問」のことである。最近では、「生きる希望と力を与え、生まれたそのときから最期の瞬間までその人らしく生きることを支援するミクロからマクロまでを包含した学際的な学問」であるといわれる。

## 概要
看護学を自然科学の一分野であると考え、看護科学と称されることもある。また、看護学をサイエンスとアートが結びついたものとして捉え、人間科学の一分野であると考えている研究者もいる。
世界で初めての4年制看護学部は、アメリカニューヨーク市のコロンビア大学看護学部であり、1889年の創立である。ヨーロッパでは、1956年創設のエディンバラ大学健康社会学部看護学科が最も古い。また、日本では1952年に開設された高知女子大学家政学部看護学科が最も古い。これらは、4年制学部であるが、アメリカの看護学部の中には学部であっても、3年制のところや他大学の卒業を前提として入学させ、1年半から2年程度の課程で卒業させる大学など、教育形態はさまざまである。

## 看護学の諸分野
看護学が対象とするテーマは広範であり対象やテーマごとに、基礎看護学、成人看護学、老年看護学、小児看護学、母性看護学、助産学、精神看護学、地域看護学、在宅看護学（訪問看護）、看護管理学等の分野に大別されることが多い。
最近では看護学の学際化に鑑み、看護栄養学、看護倫理学、看護情報学、看護社会学、看護政策学、看護教育学などの領域を研究している研究者も多く、さらなる細分化が必要となっている。将来的には、スポーツ看護学や看護経営学などの分野も注目されていく領域であろう。